# افسانه بگر ونس
افسانه بگر ونس فیلمی درام محصول سال ۲۰۰۰ کشور آمریکاست. رابرت ردفورد فیلم را کارگردانی کرد و ویل اسمیت، مت دیمون و شارلیز ترون بازیگران این فیلم هستند. فیلم برداشتی از کتابی با همین نام و نوشته استیون پرسویلد است که روایت گری داستانی در سال ۱۹۳۱ در ایالت جورجیا آمریکاست. همچنین این آخرین فیلم جک لمون بود که در سال ۲۰۰۱، درگذشت.

## خلاصه داستان
رانولف (دیمون)، قهرمان گلف و پسر محبوب جورجیاست که بعد از شرکت کردن در جنگ جهانی اول، دیگر آن آدم سابق نیست. آدله (ترون) که دوست دختر سابق وی بوده، برای رونق دادن دوباره به شهر، تصمیم میگیرد که مسابقه گلفی برگزار کند و از رانولف بخواهد به عنوان نماینده مردم این شهر، در مسابقات شرکت کند اما رانولف دیگر بخودش ایمان ندارد تا اینکه ونس (اسمیت) وی را ملاقات میکند و تصمیم میگیرد مربی رانولف شود...

## بازیگران
- ویل اسمیت (در نقش بگر ونس)
- مت دیمون (رانولف جونا)
- شارلیز ترون (در نقش آدله اینورگوردون)